# Peter Jonas (Mediziner)
Peter Jonas (* 10. Mai 1961 in Darmstadt) ist ein deutscher Mediziner und Professor für Neurophysiologie. 2006 erhielt er den Gottfried-Wilhelm-Leibniz-Preis.

## Werdegang
Peter Jonas begann nach dem Abitur 1980 sein Studium der Medizin an der Universität Gießen. Im Anschluss daran leistete er 1987 und 1988 seinen Zivildienst, bevor er für ein Jahr wissenschaftlicher Mitarbeiter am physiologischen Institut der Universität Gießen wurde. 1990 wechselte er an das Max-Planck-Institut für medizinische Forschung in Heidelberg. 1992 habilitierte er an der dortigen Universität.
1994 wurde er Professor für Physiologie an der Technischen Universität München und war von 1995 bis 2010 Direktor des physiologischen Instituts an der Albert-Ludwigs-Universität Freiburg. Seit 2010 ist er Professor am Institute of Science and Technology Austria (ISTA) in Klosterneuburg.
Peter Jonas ist verheiratet und hat zwei Kinder.

## Forschung
Peter Jonas ist in der Hirnforschung tätig und beschäftigt sich mit der Kommunikation von Hirnzellen. Seine Arbeit basiert im Wesentlichen auf den Erkenntnissen von Erwin Neher. Durch seine Forschungen erhofft sich Jonas ein besseres Verständnis über die höheren Funktionen des Gehirns, wie etwa das Denken.
Forschungsschwerpunkte von Jonas und seinen Mitarbeitern waren und/oder sind:
- die Funktionsweise von zentralen Synapsen
- Untersuchungen synaptischer Verschaltungen von GABAergen Zellen
- Neuronale Netze
- die Funktionsweise präsynaptischer Elemente

## Auszeichnungen und Ehrungen
- 1991: Franz-Vogt-Preis der Universität Gießen
- 1994: Heinz Maier-Leibnitz-Preis des Bundesministeriums für Bildung und Forschung
- 1997: Medinfar European Prize in Physiology der portugiesischen Republik
- 1998: Max-Planck-Forschungspreis für internationale Kooperation
- 2001: Mitglied der Leopoldina[3]
- 2006: Gottfried-Wilhelm-Leibniz-Preis
- 2007: Tsungming-Tu-Preis des National Science Councils, Taiwan[1]
- 2008: Korrespondierendes Mitglied der Heidelberger Akademie der Wissenschaften
- 2009: Adolf-Fick-Preis[2]
- 2015: Mitglied der Academia Europaea
- 2016: Wittgenstein-Preis[4]
- 2018: Erwin Schrödinger-Preis
- 2019: Mitglied der European Molecular Biology Organization
- 2021: Peter Seeburg Integrative Neuroscience Prize of the Society of Neuroscience
- 2022: Magdalena Walz Professor for Life Sciences (erste ISTA Widmungsprofessur)